# (1148) Rarahu
(1148) Rarahu ist ein Asteroid des Hauptgürtels, der am 5. Juli 1929 vom russischen Astronomen Alexander Nikolajewitsch Deitsch am Krim-Observatorium in Simejis entdeckt wurde.
Der Name des Asteroiden ist ein tahitianischer weiblicher Vorname, der aus Pierre Lotis Roman Rarahu – später als Le mariage de Loti nachgedruckt – entnommen wurde.